# Chaetonotus euhystrix
Chaetonotus euhystrix är en djurart som tillhör fylumet bukhårsdjur, och som beskrevs av Schwank 1990. Chaetonotus euhystrix ingår i släktet Chaetonotus och familjen Chaetonotidae. Inga underarter finns listade i Catalogue of Life.